# ナヴァ・ヴィハーラ
ナヴァ・ヴィハーラ (サンスクリット: नवविहार; ペルシア語: نوبهار; 直訳: "新僧院") は、アフガニスタン北部の古代都市バルフの近くにあった仏教僧院である。この僧院は、おそらく西暦 2 世紀のクシャーナ朝のカニシュカ王の治世中かその直後に創建されたと考えられる。ナヴァ・サンガラーマ(納縛僧伽藍、サンスクリット: नवसंघाराम; 直訳: "新寺")とも呼ばれる。
インドの初代首相ネルーは簡明に次のように述べる。インドで「今日のビハールという州の名は、ヴィハーラすなわち僧院から出たもので、この広大な地域がいかに僧院に満ちていたかを示している。これらの僧院は教育施設でもあったし、また学校、時には大学と結合していた。インドのみならず、中央アジア全体も、壮大な仏教僧院を多数にもっていた。バルフには一千人の僧侶を収容した有名な僧院があり、それについてわれわれは多くの記録をもっている。この僧院はナヴァ・ヴィハーラすなわち新僧院と呼ばれ、ペルシャ語化せられてナウバハールといわれた」
史料によると、この僧院は西暦 7 世紀から 11 世紀にかけて仏教の重要な中心地として栄えていたとされる。この僧院は、それよりかなり早い、おそらく西暦 2 世紀のカニシュカ王の治世中かそれ以降に創設されたと考えられる。

## 名の普及
当時のペルシャ文学には仏教に関する記述が多く見られ、イスラムと仏教の文化的接触の証拠となっている。例えばペルシャの詩では、宮殿について「ナウバハールのように美しい」という比喩がよく使われている。
さらに、ナヴァ・ヴィハーラとバーミヤンでは、特に未来の仏陀である弥勒菩薩の仏像には、頭の後ろや周囲に「月の円盤」や光背が図像学的に表現されていた。これにより、純粋な美しさを「月のような仏顔」を持つ人物として詩的に表現するようになった。
そのため、アイユーキーの叙事詩『ヴァルカとグルシャー』などの11世紀のペルシャの詩では、「budh」という語を「偶像」という軽蔑的な意味ではなく、「ブッダ」という肯定的な意味合いで使用している。これは、男性と女性の両方における無性の美の理想を暗示している。
このような言及は、少なくとも13世紀の初期のモンゴル時代を通じてこれらのイラン文化圏に仏教の僧院と像が存在していたか、少なくとも、イスラム教に改宗した仏教徒の間で何世紀にもわたって強力な仏教の遺産が残っていたことを示している。

## 中国僧報告
『大唐西域記』では、玄奘が630年にバルフ（縛喝国）を訪れた当時、約100の僧院と3千人の僧侶、多数の仏塔やその他の宗教的建造物があり、西突厥カガン国のバクトリア地方では仏教が栄えていた。
納縛僧伽藍（ナヴァ・サンガラーマ）はすぐれた諸論作がなされ、見事に荘厳されていると報告し、『玄奘（大慈恩寺三蔵法師）伝』では般若羯羅というアビダルマに通じた小乗三蔵が訪れていて、玄奘が彼から『倶舎論』『大毘婆沙論』を学んだことを伝える。
また、タリム盆地のホータン王国と密接なつながりがあったとも述べている。僧院はサンスクリット語で「指導者、管理者」を意味するプラムカによって運営されており、アラビア語でバルマクと呼ばれ、バルマク家として知られるようになった。
唐代の巡礼者義浄は680年代に納婆毘訶羅（ナヴァ・ヴィハーラ）を訪れ、そこが仏教の聖地と報告した。

## ソグド文書
中世中央アジアのソグド文書には次のように記されている。「仏舎利の威厳 (farn) に帰依します。カニシュカの仏塔とヴィハーラの威厳に帰依します。ジェータヴァナのヴィハーラ（祇園精舎）とナヴァ・ヴィハーラの威厳に帰依します」
このことから中世中央アジアではカニシュカの仏塔や祇園精舎に比されるほどの帰依を受けていたことが分かる。

## アラビア報告
ウマイヤ朝は、西トルコから領土を奪取したカブール・シャーヒー朝から、663年にバルフを奪取した。
708年、カブール・シャーヒー朝の王子ナザクタル・ハーンはチベットと同盟し、ウマイヤ朝からバクトリアを奪還し、仏教の支配を継続した。715年、クタイバはウマイヤ朝のためにこの地域を奪還し、チベットはカブール・シャーヒー朝に対抗するために彼と同盟を組んだ。クタイバはナヴァ僧院に多大な損害を与え、多くの僧侶がホータンとカシミールに逃げた。
アッバース朝の下で強大な権力を獲得し、強力な宰相となったバルマク家は、イスラム教に改宗したナヴァ僧院の世襲行政官の家系に起源を持つと考えられている。
アラブ人作家ウマル・イブン・アル＝アズラク・アル＝ケルマニは、8世紀初頭にナヴァ僧院の詳細な記述を書き、それは10世紀後半の作品、イブン・アル＝ファキーフの『キターブ・アル＝ブルダン』に保存されている。彼はナヴァ僧院を、イスラム教の聖地であるメッカのカアバ神殿と驚くほどよく似た言葉で描写した。彼は、本堂の中央には布で覆われた石の立方体があり、信者はカアバ神殿の場合と同様にその周りを巡り、ひれ伏したと記述した。石の立方体は、バクトリアの僧院の習慣に従って、仏塔が立つ台座を指していた。それを覆っていた布は、仏像と仏塔の両方に等しく適用される崇拝を示すペルシャの習慣に従ったものであった。
いくつかのアラビア語資料では、この僧院をゾロアスター教の火の寺院と誤って説明しているが、これはおそらくゾロアスター教の生誕地であるバルフに近いためだと思われる。アラビア語資料では、この僧院の名前は「ナウバハール」と表現されている。この名前を学者はバクトリア語の発音に由来すると指摘する。
ガズナ朝に仕えたペルシャの学者で作家のアブー・ライハーン・アル・ビールーニーは、10世紀初頭頃、ナヴァ・ヴィハーラを含むバクトリアの修道院はまだ機能しており、仏教の壁画で飾られていたと報告している。
この建物に関する興味深い記述は、10 世紀のアラビアの旅行家であり、アラビアの地理学者であるイブン・ハウカルの著作の中に見受けられる。
14 世紀の歴史家イブン・ハルドゥーンの『イバルの書』の序説（『歴史序説』）にバルマク家失墜伝説が述べられている。